# Fans (televisieserie)
Fans was een Vlaamse komische televisiereeks die in 2008 op Eén werd uitgezonden, met in de hoofdrollen Stany Crets en Peter Van den Begin.

## Verhaal
Fans vertelt drie "from zero to hero" verhalen met doorgaans voor de kijker verrassende wendingen.
De rode draad: de personages zijn extreme fans. Maar hun fangedrag gaat verder dan alleen maar handtekeningen verzamelen. Fan zijn is fijn, maar kan verregaande gevolgen hebben.

### Personages
- De dikke broers Ringo & Elvis Seghers (Stany Crets en Peter Van den Begin) wonen in een caravan in de Lilse Bergen. Zij zijn fan van hun mama Irma Seghers (Jaak Van Assche) en deze is 'fan van alleman'. Het vergt een specifieke aanpak om haar te amuseren, want mama Irma is aan haar rolstoel gekluisterd en behalve wat gegrom en gezucht komt er alleen 'zazawie' uit haar, en dat vertaalt zich in chagrijnige woedeaanvallen wanneer de kartonnen BV-bordjes haar niet liggen.
- Dokter Renaat Lambert (Stany Crets) is een excentrieke plastisch chirurg met West-Vlaamse tongval. Fan van Thuis in het algemeen en van Leah Thys in het bijzonder. Zijn timide vrouw Beatrijs (Peter Van den Begin) moet het allemaal lijdzaam ondergaan.
- Luc Renders (Peter Van den Begin) en Koen Van Stighelen (Stany Crets), eeuwige vrijgezellen, steuntrekkers en huisgenoten. Ze zijn fan van hun buurman, bibliothecaris Yves Nuyens (Eddy Van den Abbeele), getrouwd met Anita en vader van Wannes en Loesje. En hoewel hun obsessie voor Yves bijna tot een persoonlijk drama leidt, worden zij toch de helden van het verhaal.

## Rolverdeling

### Hoofdrollen
- Stany Crets - Dr. Renaat Lambert, Koen Van Stighelen en Ringo Seghers
- Peter Van den Begin - Beatrijs, Luc Renders en Elvis Seghers
- Jaak Van Assche - Mama Irma
- Eddy Van den Abbeele - Yves Nuyens

### Bijrollen en gastrollen
- Chris Willemsen - Dwerg
- Goele Derick - Hélène, de moeder van Beatrijs
- Nand Buyl - Fons
- Elke Dom - Karine
- Maya Bolsens - Anita Nuyens
- Hilde Van Haesendonck - Buurttoezichter
- Herman Verbruggen - Yves Nuyens na plastische chirurgie
- Dominique Van den Brande - Directrice bibliotheek

### BV's als zichzelf
- Jeff Hoeyberghs
- Bé De Meyer
- Leah Thys
- Salim Seghers
- Flor Koninckx
- Barbara Dex
- Evy Gruyaert
- Joyce De Troch
- Nicky Vankets
- Annelien Coorevits
- Jan Verheyen
- Herman Verbruggen

## Trivia
- Fans kreeg in het begin af te rekenen met tegenvallende kijkcijfers. Deze evolueerden beter in het verloop van de serie.
- Er kwam ook een boek op de markt met dezelfde naam, Fans. Het vertelde ook het verhaal van de personages maar dan in boekvorm.